# صادقين
صادقين (1930 - 1987 م) هو خطاط باكستاني.
يعرف بـ صادقين أحمد نقوي أو نقاش. عاش في لاهور وقدم أعمالا كثيرة مستوحات من آيات القرآن مزج فيها الكتابة بالمشهد.